# Bayerischer Wald
Bayerischer Wald er en lav bjergkæde i delstaten Bayern i Tyskland. Den strækker sig langs grænsen til Tjekkiet og fortsætter på den tjekkiske side som Böhmerwald. Geografisk er Bayerischer Wald og Böhmerwald samme bjergkæde. 
Det højeste bjerg er Großer Arber på 1.456 meter over havet. Den største flod er Regen, som dannes, hvor floderne Weißen Regen og Schwarzen Regen løber sammen ved Pulling mellem Bad Kötzting og Blaibach og derfra løber mod byen Regensburg.
Et 240 km² stort område af Bayerischer Wald er omdannet til Nationalpark Bayerischer Wald, der blev oprettet i 1970 og var den første nationalpark i Tyskland. 

## Galleri
- Großer Arber (i baggrunden)
- Mindre by i Bayerischer Wald
- Lusen (Bjertop på 1.373 m.o.h.)

49°00′N 12°40′Ø / 49.000°N 12.667°Ø
- Wikimedia Commons har flere filer relateret til Bayerischer Wald